# Junior Mthombeni
Maurice Sephunyane "Junior" Mthombeni (Mechelen, 29 januari 1972) is een Belgisch acteur, regisseur en muzikant.

## Jonge leven
Mhtombeni is geboren en getogen in Mechelen, maar heeft Zuid-Afrikaanse wortels langs de kant van zijn vader. Die was als verzetsstrijder actief bij het African National Congress (ANC) en kwam in België terecht als politiek vluchteling. Daar zette hij zijn maatschappelijke betrokkenheid voort in de antiapartheidsbeweging en exploiteerde hij samen met Mhtombeni's moeder een café ('Jambo') en cultureel centrum ('Berimbau'). Al sinds zijn prille levensjaren speelde muziek dus een grote rol in het leven van Mhtombeni: hij kreeg les van de invloedrijke jazzmuzikant Chris Joris en stond nog voor zijn zevende levensjaar op de planken als zanger en percussionist bij verschillende Belgische jazzbands.
Hoewel hij zich later zelf activistisch toonde in de antiapartheidsstrijd, verzette hij zich als tiener tegen zijn ouders en verliet vroegtijdig de middelbare school. Lang bleef hij echter niet op de dool, want toen hij 22 was werd hij als muzikant opgepikt door Tone Brulin, die hem medio 1980 castte voor zijn compagnie 'Tiedrie'.

## Carrière
Onder het goedkeurende oog van Brulin debuteerde Mhtombeni in het theaterstuk Abjater wat so lag (1994, Koninklijke Nederlandse Schouwburg), waarvan hij ook de muziek verzorgde. Mthombeni maakte ook de muziek bij deze voorstelling.  
Regisseur Lukas Van Echelpoel richtte midden jaren 90 met Mthombeni het jeugstheatergezelschap Salibonami op, dat voorstellingen maakte met veel percussie en dans. 
Na deze periode richtte Mthombeni zich terug op de muziek, nadat hij latinmuziek leerde kennen, en naar Cuba trok om te studeren bij muzikanten als Marvin Diz. Hij begon te spelen bij Wawadadakwa en The Internationals. Met deze laatste band speelde hij een tournee in Zuid-Afrika, het thuisland van zijn vader. Met Kobe Proesmans richtte hij de band Obatala op. Tevens speelde hij met onder meer Bao Sissoko, El Tattoo del Tigre, Belgian Afro Beat Association en een aantal minder bekende bands en artiesten.
Hij begon ook terug te acteren, onder andere in de voorstellingen Gevecht mé ne neger en honden van Theater Antigone en Bananen als ontbijt van het Veem Theater in Amsterdam. In 2003 maake hij de muziek bij de voorstelling Woestijn 93 van Hazim Kamelidin
In 2010 richtte hij met Nadia Benabdessamad en  Ikram Aoulad het muziektheatergezelschap SINCOLLECTIEF op. SINCOLLECTIEF en 't Arsenaal maakten in 2012 de voorstelling Troost, waarin hij met Aoulad de hoofdrol vertolkte. Junior Mthombeni acteerde vervolgens in Verre vrienden, een productie van 't Arsenaal in coproductie met Theater Malpertuis. Hij was als muzikant en acteur ook te zien in Hannibal. 
Met muzikant Enrique Noviello van El Juntacadáveres) produceerde hij in 2013 de cd bij het kinderboek Verre Vrienden, een verhalenbundel die werd samengesteld door Michael De Cock en Gerda Dendooven. Hij ging ook op tournee met het theaterconcert Amigos (6+) dat op dit boek is gebaseerd. Datzelfde jaar regisseerde hij Rumble in da Jungle, geïnspireerd op een legendarische boksmatch tussen Muhammad Ali en George Foreman in Kinshasa in 1974. Meer dan 20 artiesten speelden mee in het stuk, waar naast tekst ook muziek, video en dans opgevoerd werd. Het stuk speelde gedurende de hele maand juli 2013 in de Antwerp Boxing Academy in het kader van de Zomer van Antwerpen. Als stunt speelde hij in de aanloop naar de voorstelling een bokswedstrijd tegen toenmalig Europees Kampioen Sugar Jackson.
In 2015 regisseerde hij de actuele voorstelling 'Reizen Jihad' over Belgische moslimjongeren die naar Syrië trekken om te strijden voor het kalifaat.
Op basis van de gelijknamige tekst van Fikry El Azzouzi, regisseerde hij in 2016 Malcolm X, een theaterconcert waarin de erfenis en de strijd van Malcolm X aan de hand van urban kunstvormen als slam poetry en hiphop tegen het licht van de hedendaagse samenleving worden gehouden.